# کایاماندی
کایاماندی (به لاتین: Kayamandi) یک منطقهٔ مسکونی در آفریقای جنوبی است که در منطقهٔ استلنبوش واقع شده‌است.